# V5668 Sagittarii
V5668 Sagittarii eller Nova Sagittarii 2015 nr 2 var en ljusstark nova i Skyttens stjärnbild. Den upptäcktes den 21 mars 2015 av John Seach, Australien. Novan hade vid upptäckten den skenbara magnituden +4,3 och var då i maximum. Den upptäcktes på fotoplåtar från 15 mars och var då på väg mot maximum, +6,0 .
Novan har identifierats som den tidigare stjärnan PNV J18365700-2855420, med magnitud 16,2.